# Chiesa di Santa Maria (Cerreto Sannita)

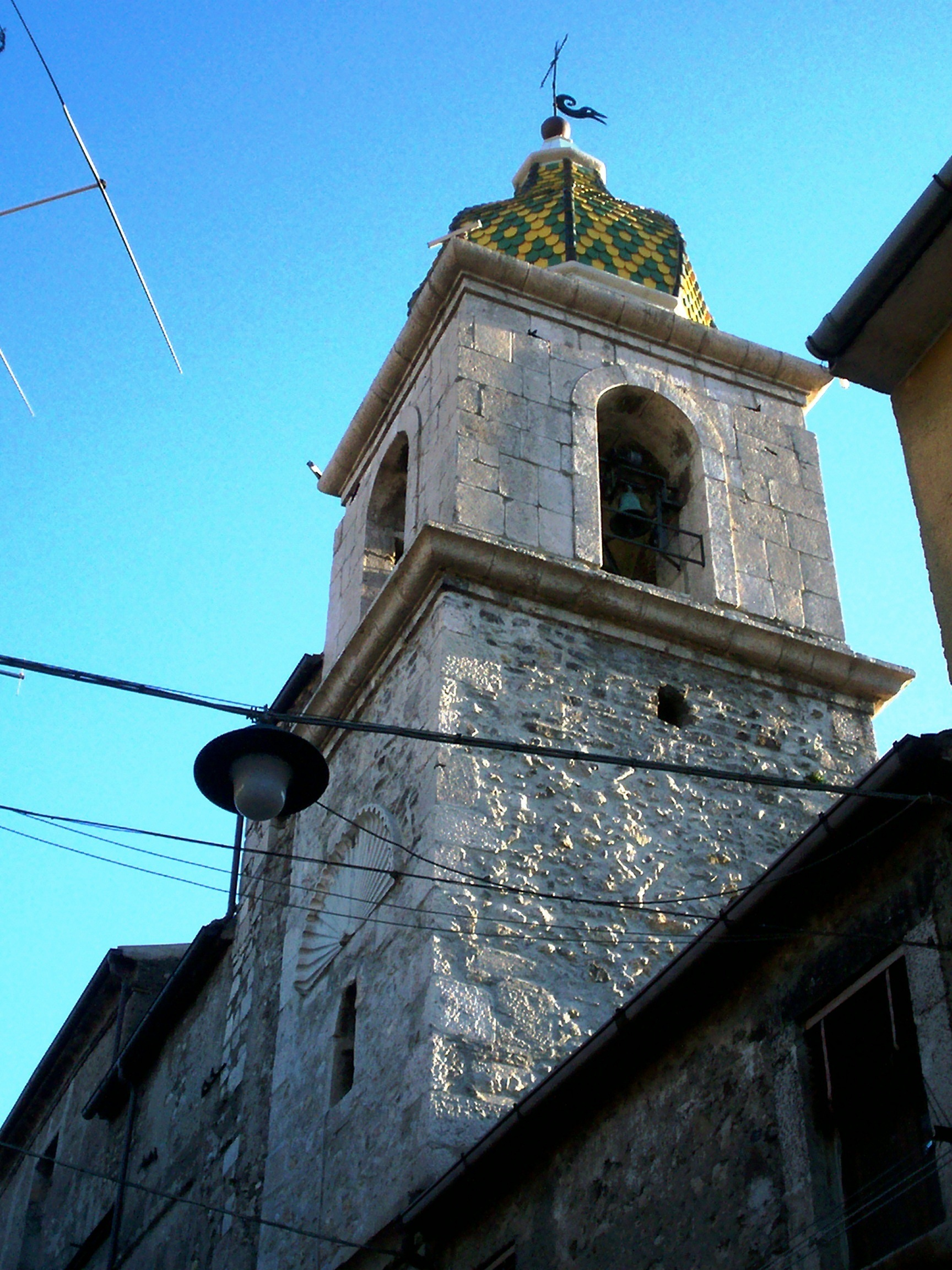
Nel campanile della chiesa sono incastonate diverse pietre di riporto provenienti dalla chiesa di "Santa Maria in capite foris" di Cerreto antica.

La chiesa di Santa Maria, denominata anche chiesa di Santa Maria del Monte dei Morti o della Madonna Assunta, è una architettura religiosa sita nel centro storico di Cerreto Sannita.

## Storia

### La chiesa nella vecchia Cerreto
Nella Cerreto antica l'esistenza di una chiesa parrocchiale dedicata a santa Maria è documentata già nel 1334, anno in cui viene fusa una campana. La chiesa svolge funzioni parrocchiali sino al 22 febbraio 1544, data in cui il vescovo Alberico Giaquinto - con il consenso del feudatario Diomede Carafa e dell'Universitas - dispone la soppressione delle cinque parrocchie esistenti a Cerreto vecchia, erigendo la chiesa di San Martino a collegiata.
Nel 1587 la chiesa di Santa Maria è sede di una confraternita intitolata a "Gesù e Maria". I confratelli vi si riuniscono ogni domenica per leggere i libri sacri, recitare le litanie e confessarsi. I confratelli si adoperano per fare degli accomodi e degli abbellimenti all'edificio. Durante i lavori di demolizione e di rifacimento di un vecchio altare vengono trovati due vasi fittili contenenti uno centotré scudi d'oro ed un altro quaranta monete dello stesso valore. E proseguendo nella demolizione emergono altre quarantotto monete di argento, consegnate all'eletto (sindaco) di Cerreto Vincenzo Varrone in attesa di disposizioni da parte dell'autorità ecclesiastica. Dopo pochi giorni il Nunzio di Napoli invia una missiva nella quale intima l'immediata consegna di «tutti li denari perché, senza dubbio, appartengono alla camera apostolica [...] e devono essere mandati qua, pena la scomunica».
Il terremoto del 5 giugno 1688 rade al suolo la struttura religiosa.

### La chiesa dopo il 1688

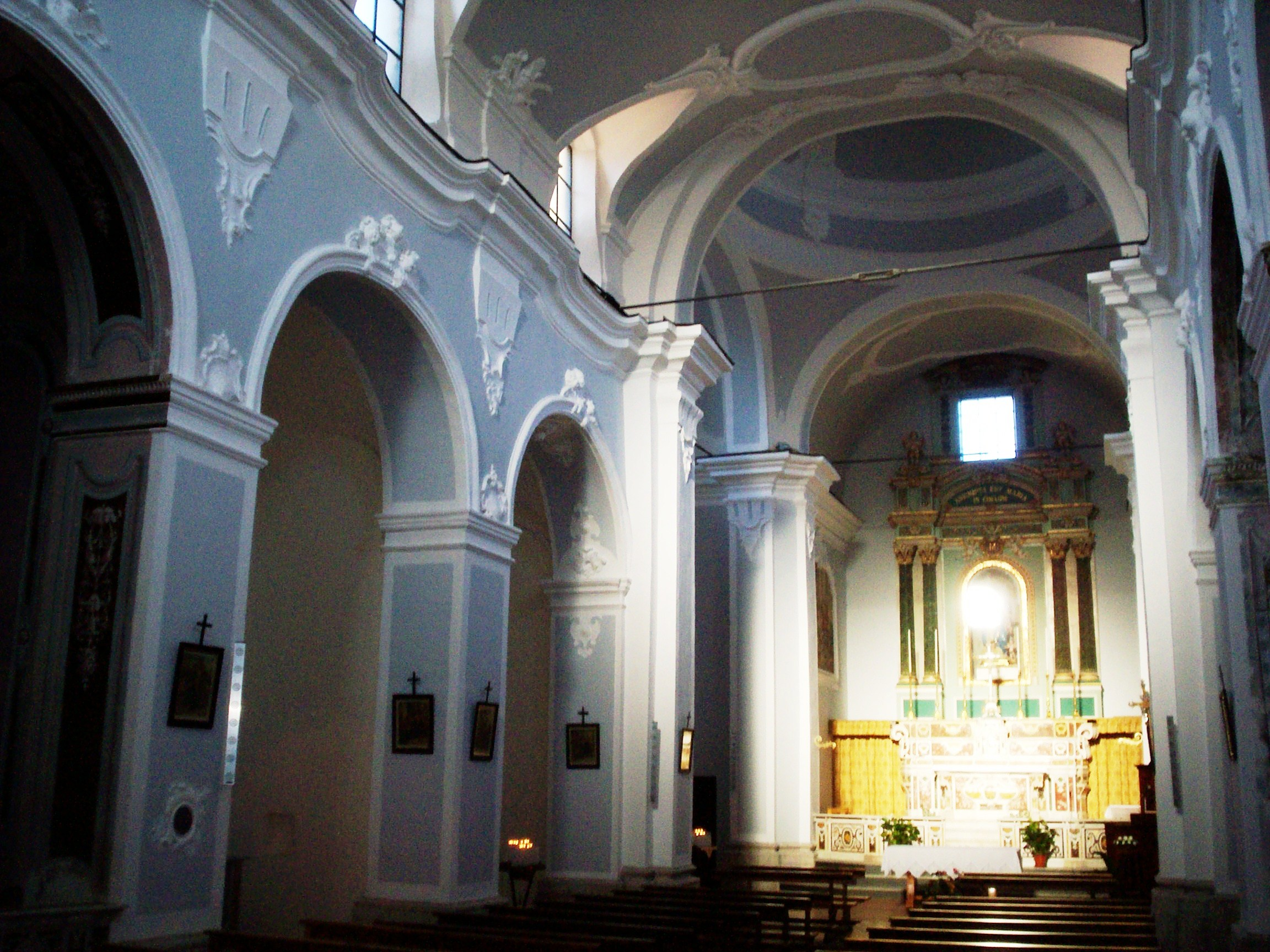
Scorcio della navata

Cinque anni dopo il terremoto del 1688, il 23 febbraio 1693, iniziano i lavori per la costruzione della chiesa nella "nuova" Cerreto, ricostruita ex novo su progetto di Giovanni Battista Manni. I lavori iniziano su di una porzione del suolo di proprietà della famiglia Magnati, terreno offerto dai proprietari alla chiesa in cambio della celebrazione di tante messe quanto il valore del suolo occupato.
Il cantiere viene finanziato grazie alla vendita di alcune argenterie ex voto trovate fra le macerie della vecchia chiesa e grazie alle elemosine dei cerretesi secondo quando si apprende da una visita pastorale del 1696. In questo stesso anno risulta già installato l'altare maggiore dove si celebra ogni giorno. Grazie alle rendite della confraternita vengono installati altre due altari nel presbiterio ed è portata a termine la sacrestia provvisoria, corrispondente al primo ambiente a sinistra che si incontra entrando nella chiesa.
Nel 1700 il presbiterio e la crociera sono coperti da tettoie provvisorie mentre il suolo antistante il transetto risulta troppo basso tanto che il visitatore vescovile è costretto ad intimare l'innalzamento di ben cinque palmi del suolo pena l'interdizione del luogo sacro.
Nel 1717 vengono terminate le cappelle laterali mentre la cupola e il campanile sono costruiti nel 1733 su disegno di Bartolomeo Tritta. Nel 1754 viene rifatto il portale e nel 1759 sono eseguite le stuccature.

## Descrizione
La facciata, priva di decorazioni, è abbellita dall'imponente portale eseguito da Antonio Di Lella nel 1754, sormontato da un cranio molto verosimile eseguito su marmo di Pario che, al contrario della pietra locale, rende maggiormente i particolari.
Il campanile è arricchito nel prospetto da pietre di riporto provenienti dalla vecchia Cerreto e termina con una cipolla ricoperta da embrici maiolicati di colore giallo e verde. 
La chiesa presenta al suo interno diverse lapidi sepolcrali incastonate nel pavimento: queste pietre tombali ricordano l'uso cimiteriale tenuto dall'architettura religiosa prima della costruzione del cimitero comunale. La lapide maggiore è stata rifatta nel 1771 dallo scalpellino Agostino Di Lella. L'iscrizione inferiore ricorda l'ampliamento della sottostante sepoltura eseguito nel 1851.

### Cappelle a sinistra

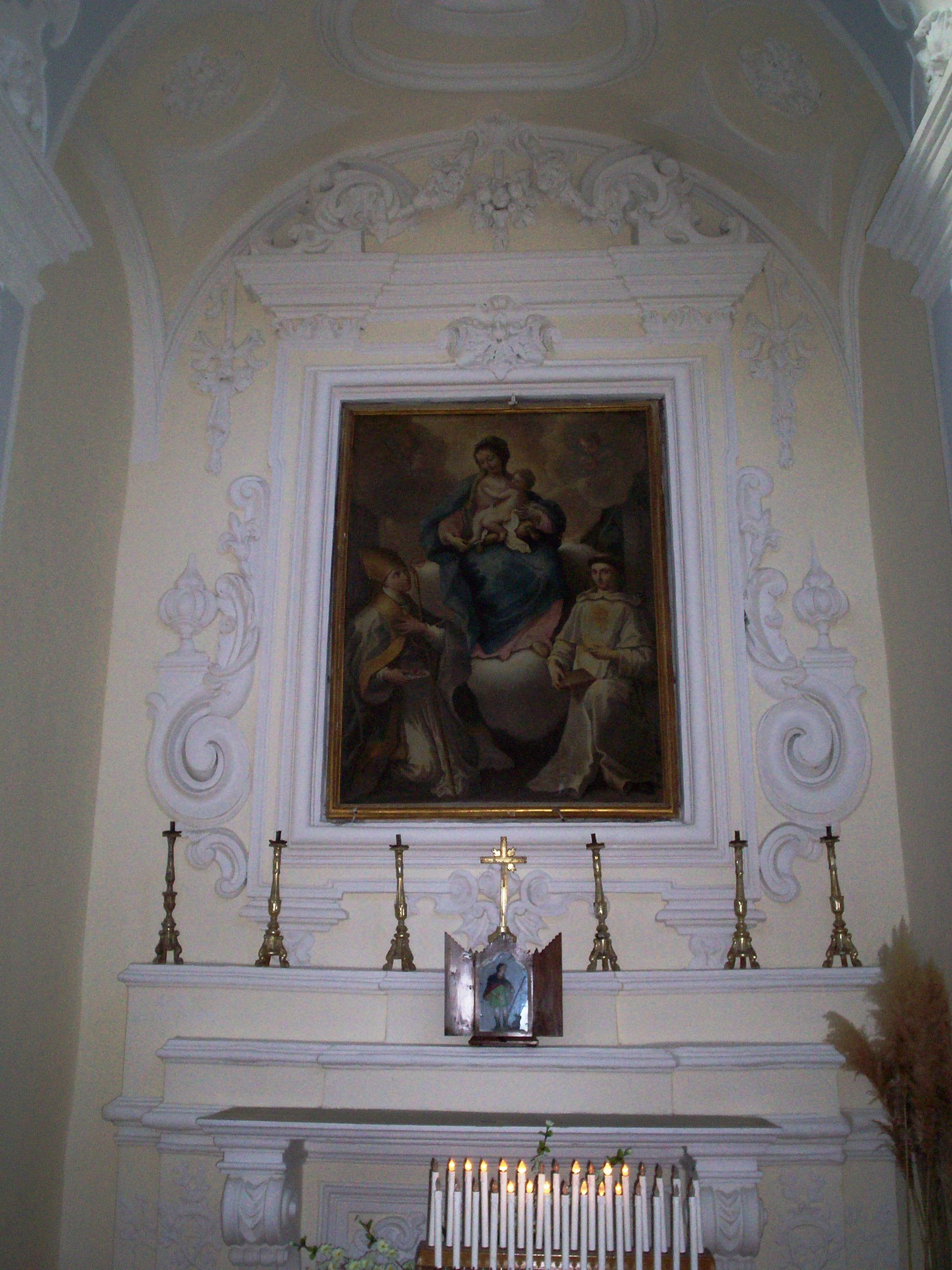
Cappella della Madonna col Bambino.

- Prima Cappella: statua lignea di San Vito;
- Seconda cappella: tela di santa Brigida di Basilio De Luca (XVII secolo);
- Terza Cappella: dipinto raffigurante la Madonna col Bambino e santi;

### Transetto sinistro
- Altare in marmo rosa di Vitulano avente una predella ricomposta con un pavimento in maiolica cerretese. Sovrasta l'altare un dipinto di Paolo de Falco (1727) raffigurante il Purgatorio.

### Sacrestia
- Sovrasta la volta una tempera del 1750 raffigurante l'Assunzione eseguita da ignoto a devozione di Paolo De Nicola. Alle pareti due dipinti di inizio Settecento raffiguranti la Madonna Assunta e San Vito.

### Presbiterio
- Altare maggiore settecentesco in marmi policromi intarsiati ad opera del napoletano Vito Antonio Coltella, sovrastato dalla scultura lignea della Vergine Assunta entro una ricca cornice in stucco della seconda metà del XVIII secolo. Alle pareti laterali due tempere del Mozzilli del 1761 raffiguranti la Nascita della Vergine e la Presentazione al Tempio. Precedente al presbiterio è una croce in legno con inserti in argento cesellato del '700.

### Transetto destro
- Tela di Paolo De Falco del 1727 raffigurante la Madonna con San Riccardo. Nella predella dell'altare sono alcune ceramiche cerretesi settecentesche.

### Cappelle a destra
- Prima Cappella: statua lignea raffigurante la Madonna del Carmine del secondo Settecento;
- Seconda cappella: pregevole tela seicentesca raffigurante San Brunone;
- Terza Cappella: dipinto con la Madonna del Rosario.